# Lummi

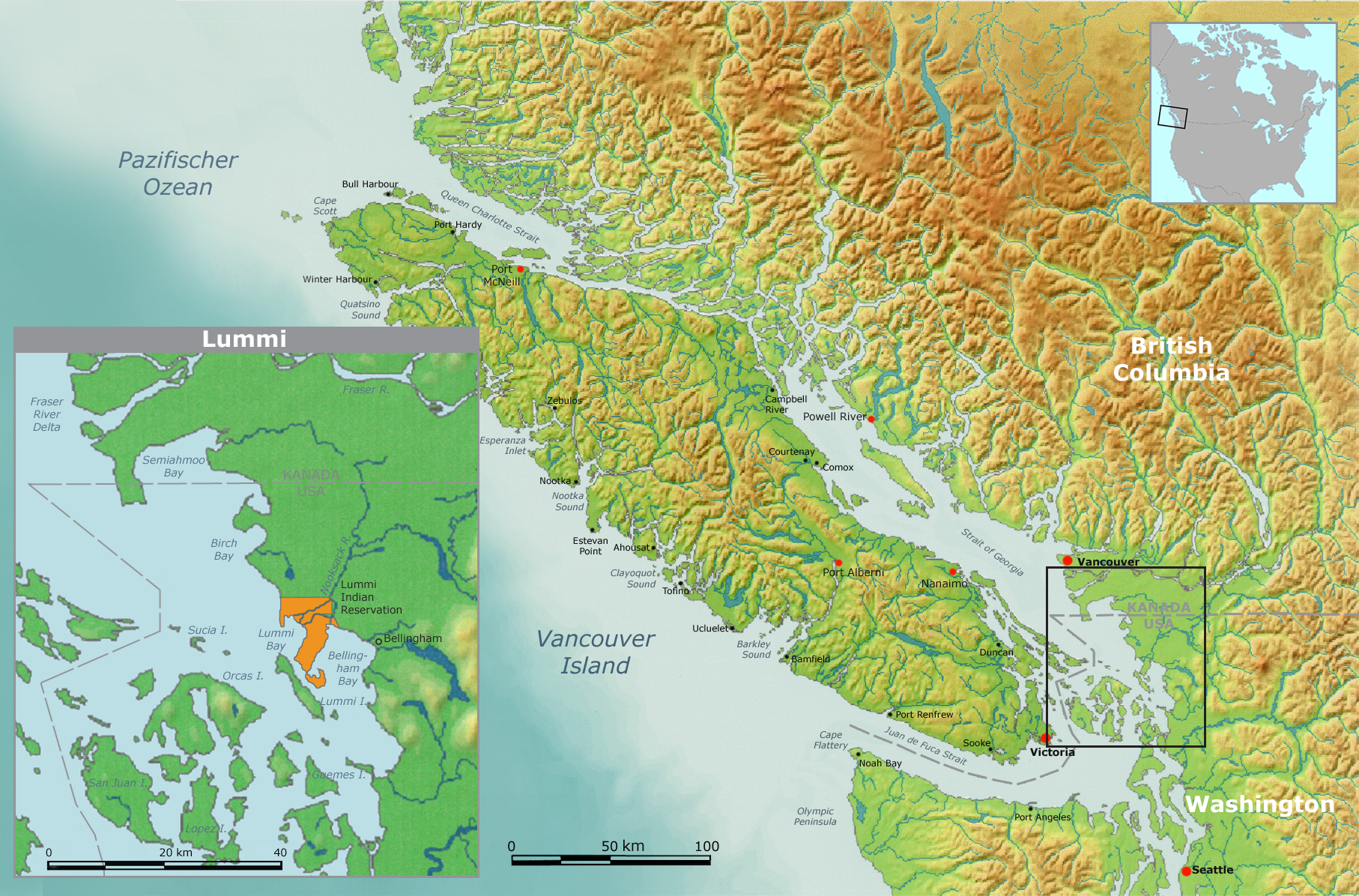
Karte zur Lummi Indian Reservation

Die Lummi (bzw. Lummi Nation, Lhaq'temish, People of the Sea) sind ein Indianerstamm im US-Bundesstaat Washington. Der Stamm lebt in der Lummi Indian Reservation an der Nordwestküste, rund 13 km von Bellingham entfernt und gut 30 km südlich der Grenze zwischen Kanada und den USA. Die Lummi gehören zur Gruppe der Küsten-Salish, die zur Sprachfamilie der Salish gehören, aber im Gegensatz zu den landeinwärts lebenden Sprachverwandten eine Kultur pflegen, die sehr stark von den Besonderheiten der Küste und des Meeres geprägt ist. Die Lummi sprachen den gleichen Dialekt wie die Songhees auf Vancouver Island, das Lekwungen.
Der Name des Stammes soll nach Wayne Suttles (1918–2005), einem Anthropologen und Linguisten, auf ein Haus im Lummi-Reservat am Gooseberry Point zurückgehen.
Zwischen dem 30. Juli und dem 4. August 2007 hielten die Lummi ihr erstes Potlatch seit rund 70 Jahren ab. 68 Familien aus Washington und British Columbia ruderten dazu ins Reservat.
1989 zählte der Stamm 2.846 Mitglieder, doch erhöhte sich die Zahl der eingetragenen Stammesmitglieder bis 2005 auf 4.219. Im Reservat leben auch die Nachkommen anderer Stämme, weshalb die Bewohner insgesamt als Lummi Tribe of Nations bezeichnet werden.

## Geschichte
Neben den für alle Küstenbewohner typischen saisonalen Wanderungen, die entsprechend zu nur zeitweise bewohnten Dörfern führten, legten die Lummi Riffnetze auf Orcas Island, San Juan Island, Lummi Island und Fidalgo Island aus, dazu am Point Roberts und am Sandy Point. 
Camas, getrocknete Beeren, Meerestiere, aber auch Landtiere gehörten zu ihrer Nahrung. Vor allem Camas und Beeren dienten darüber hinaus dem Handel. Für die Zeit um 1780 schätzte man die Zahl der Lummi auf etwa 1.000. Vor 1850 verlagerten die Lummi ihre Dörfer von den San Juan Islands auf das angrenzende Festland, um ab 1775 den Pocken und plündernden Stämmen aus British Columbia zu entkommen. Da diese ihnen folgten, errichteten sie Palisadendörfer, um sich verteidigen zu können, ähnlich wie die meisten Stämme der Küste. Bei der Verlagerung ihrer Dörfer gerieten sie in Konflikt mit dort und am Nooksack River lebenden Stämmen, wie den Hulwhaluq und den Skalakhan. Die beiden Gruppen wurden assimiliert.
Nach dem Vertrag von Point Elliott vom 22. Januar 1855, den Häuptling Chowitshoot unterzeichnete, zogen die auf 386 bis 500 Individuen bezifferten Lummi in ein Reservat mit einer Fläche von 54,378 km² zu dem die Lummi Peninsula und die unbewohnte Portage-Insel zählen. Es erstreckte sich von der Lummi Bay im Westen bis zur Bellingham Bay im Osten. Doch der Umzug erstreckte sich über mehrere Jahre – 1857 saß an jeder der drei Mündungsarme des Lummi oder Nooksack River eine Lummi-Gruppe –, zumal der Vertrag erst 1859 rechtswirksam wurde. 
Am 22. November 1873 wurde das Reservat auf rund 13.600 Acre (von 12.562,94) vergrößert. Eigentlich war das Reservat für mehrere Stämme, wie die Nooksack und Samish vorgesehen, doch die meisten von ihnen zogen nicht dorthin, oder sie verließen es bald wieder. So blieben die Lummi weitgehend unter sich. 
Kurz nach Vertragsunterzeichnung kamen katholische Missionare zu den Lummi. Unter Führung der Jesuiten Eugène Casimir Chirouse (nicht zu verwechseln mit seinem Neffen Eugène-Casimir Chirouse) und Louis J. D'Herbomez entstand eine Missionsstation. Die Lummi sind bis heute katholisch.
1856 wurde zugleich eine Militärbasis in Fort Bellingham errichtet, doch wurde sie 1860 wieder aufgegeben (offiziell 1868). 1858 handelten die Lummi mit den zum Fraser River ziehenden Goldgräbern. Bereits 1856 musste ein Lummi-Häuptling mit dem Kanu nach Victoria fahren, um Decken zu erhalten, die gegen Spirituosen eingetauscht worden waren. Sie ersuchten um einen Indianeragenten, von dem sie sich Schutz gegen Übergriffe der Weißen erhofften.
Viele Lummi hingen weiterhin ihrer traditionellen Lebensform an, so gut, wie dies unter den nomadenfeindlichen Bedingungen möglich war. Viele verdingten sich aber auch bei Weißen, und so standen 1871 für 700 Dollar Indianer auf der Monatslohnliste in Bellingham.
1897 entschied ein Gericht gegen die Vorrechte der Lummi und zugunsten der in Point Roberts nahe der kanadischen Grenze ansässigen Alaska Packers Association. Damit verloren sie Fischrechte, die erst 1974 zum Teil wiederhergestellt wurden.
1948 übernahmen die Lummi eine Stammesverfassung, änderten sie aber 1970. Ein elfköpfiger Stammesrat (Tribal Council) bildet die Regierung. Die Stammesmitglieder bilden den Allgemeinen Rat (General Council), der mindestens einmal im Jahr zusammentritt. Bei dieser Gelegenheit wählt er ein Drittel des Stammesrats auf drei Jahre neu. Der Stammesrat beruft Stammesangehörige, die in seinem Auftrag in Komitees zur Überwachung der Stammesunternehmen arbeiten.
1950 waren vom Reservatsland bereits 10.162 Acre als Privatland vorgesehen (allotted). 4.824 Acre wurden verkauft, womit sich das Trustland auf 7.598 Acre reduzierte. Nur 20 Acre vom Trustland befanden sich in Stammesbesitz.
1957 befand die Indian Claims Commission, dass den Lummi 1855 genau 107.500 Acre Land genommen worden waren. Unter Abzug der Reservatsfläche und der Flussläufe mit besonderen Rechten verblieben 72.560 Acre. Am 2. März 1962 legte sie den Wert des Landes zum Jahr 1859 auf 52.067 Dollar fest. Da es schwierig war, festzustellen, wie hoch die Kompensation durch den Point-Elliott-Vertrag gewesen war, fasste man 10 der 23 dort genannten Stämme zusammen und teilte ihre Gesamtansprüche zu gleichen Teilen. Dabei kam man auf 33.634,13 Dollar. Damit hätten dem Stamm kaum 16.500 Dollar zugestanden. 1972 klagte der Stamm gegen die Entscheidung und erhielt mit dem Urteil vom 22. Oktober 1970 stattdessen 57.000 Dollar.
1970 gründete der Stamm mit Hilfe des Lummi Business Council kommerzielle Fischzuchten, doch sind sie durch die Abwässer des Nooksack stark gefährdet. Der Indian Health Service sorgte für eine verbesserte medizinische und zahnmedizinische Versorgung. 
1975 wurden bei einer Überflutung durch den Nooksack River die Häuser von 57 Familien zerstört.

## Aktuelle Situation
Die Zahl der im Reservat lebenden Menschen wird auf 6.590 geschätzt. Davon sind allerdings nur rund 2.600 eingetragene Stammesmitglieder, 665 leben mit eingetragenen Mitgliedern zusammen, dazu kommen mehr als 3.300 Nichtmitglieder der Lummi Nation. Insgesamt gab es im April 2005 4.219 eingeschriebene Stammesmitglieder, von denen fast 32 % unter 18 waren. Die Arbeitslosigkeit lag bei knapp 16 %.
Die Kinder besuchen entweder die Schule in Ferndale oder die kirchliche Schule in Bellingham.
Mitte Juni findet jährlich der Lummi Stommi Water Carnival statt, bei dem zunächst Lummi-Kanus Rennen gegeneinander fuhren. Später kamen andere Küsten-Salish-Gruppen hinzu, inzwischen auch aus Kanada. Damit zelebriert man das Ende der Feindseligkeiten zwischen den Stämmen im Jahr 1821. 2007 feierten die Lummi nach rund 70 Jahren wieder ein Potlatch.
Wie die vier Gastgebernationen der Lil’wat, Musqueam, Squamish und Tsleil-Waututh, so wollen auch die Lummi an den Olympischen Winterspielen 2010 und den nachfolgenden Paralympics partizipieren. Sie erwarben dazu ein Grundstück außerhalb des Reservats westlich der Interstate 5, die Seattle und Vancouver verbindet. Dort entsteht seit September 2008 das Gateway Center, in dem sich neben einer Galerie und einem Kulturzentrum zur Präsentation der Lummi-Kultur vor internationalem Publikum mehrere Geschäfte ansiedeln. Die nichtkommerzielle Lummi Nation Service Organization und die kommerziellen Lummi Ventures betreiben das Unternehmen. Dabei erwarten die Lummi mehr Besucher im Reservat, insbesondere im Silver Reef Hotel Casino Spa, das 105 Zimmer bereithält. Es ist einer der größten Arbeitgeber, beschäftigt 550 Menschen und beherbergte 2007 über eine Million Besucher.